# محمد بختیاری
محمد بختیاری بازیکن حرفه‌ای فوتبال است که برای باشگاه فوتبال چادرملو اردکان در پست مدافع به میدان می‌رود.